# Klaus Schlie

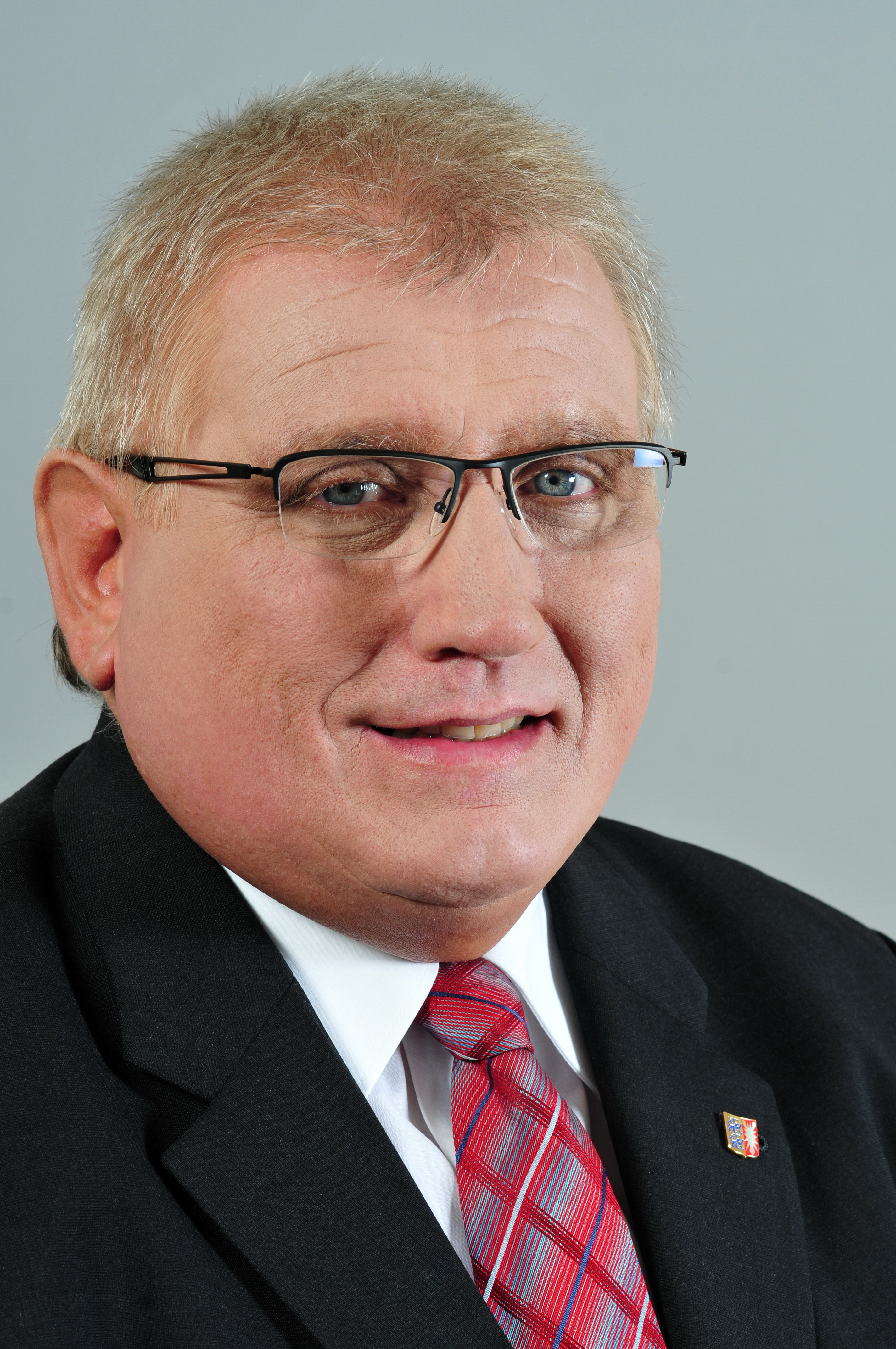
Klaus Schlie 2013

Klaus Schlie (* 14. Mai 1954 in Mölln) ist ein deutscher Politiker (CDU). Von Juni 2012 bis Juni 2022 war er Präsident des Schleswig-Holsteinischen Landtages, dessen Abgeordneter er von 1996 bis 2022 war. Zuvor war er von Oktober 2009 bis Juni 2012 Innenminister von Schleswig-Holstein.

## Beruf und Ehrenamt
Nach der Mittleren Reife 1970 an der Realschule Mölln besuchte Schlie das Technische Gymnasium Mölln, wo er 1973 das Abitur bestand. Anschließend absolvierte er ein Lehramtsstudium an der Pädagogischen Hochschule Kiel, das er 1981 mit dem zweiten Staatsexamen für das Lehramt an Realschulen abschloss. Danach war er bis 1996 als Lehrer tätig.
Schlie trat als Schüler 1971 in die Junge Union und 1972 auch in die CDU ein. Von 1999 bis 2019 war er Vorsitzender des CDU-Kreisverbandes Herzogtum Lauenburg.
Klaus Schlie ist verheiratet und hat drei Kinder. Er ist evangelischer Konfession.

## Politische Wahl- und Regierungsämter
Von 1978 bis 2005 gehörte er dem Kreistag des Kreises Herzogtum Lauenburg an und war dort zeitweise als 1. Kreisrat auch stellvertretender Landrat. Zwischen 1986 und 1990 gehörte er für eine Wahlperiode auch der Ratsversammlung der Stadt Mölln an.
Schlie wurde bei der Landtagswahl 1996 (14. Wahlperiode) erstmals mit einem Direktmandat im Wahlkreis Lauenburg-Mitte in den Schleswig-Holsteinischen Landtag gewählt. Er war dort Mitglied im Innen- und Rechtsausschuss, innen- und rechtspolitischer Sprecher der CDU-Fraktion und von 1997 bis 2000 auch stellvertretender Vorsitzender des Sonderausschusses Verfassungsreform.
Bei der Landtagswahl 2000 unterlag er im Wahlkreis knapp dem SPD-Kandidaten Wolfgang Fuß, zog aber über die Landesliste wieder in den Landtag ein. Neben den vorherigen Funktionen war er stellvertretendes Mitglied im Umwelt- und Agrarausschuss und bekleidete auch das Amt des stellvertretenden CDU-Fraktionsvorsitzenden.
Die Landtagswahl 2005 brachte ihm mit 46,9 % der Erststimmen im Wahlkreis Lauenburg-Mitte erneut das Direktmandat. Mit der Regierungsübernahme durch Peter Harry Carstensen am 27. April 2005 wurde Schlie jedoch zum Staatssekretär für Verwaltungsmodernisierung und Entbürokratisierung im Finanzministerium berufen und musste dafür sein Landtagsmandat niederlegen, da Staatssekretäre als Beamte nicht gleichzeitig dem Landtag angehören dürfen. Nach dem Zerfall der Großen Koalition entließ Ministerpräsident Carstensen am 21. Juli 2009 alle SPD-Regierungsmitglieder und Schlie übernahm bis zur Neuwahl im Oktober 2009 auch den Posten des Staatssekretärs im Innenministerium.
Bei der Landtagswahl 2009 konnte er sich erneut im Wahlkreis mit 40,3 % der Erststimmen durchsetzen und wurde anschließend am 27. Oktober 2009 zum Innenminister des Landes Schleswig-Holstein ernannt.
Nach der Landtagswahl 2012 zog er zum dritten Mal mit 39,9 % der Erststimmen direkt gewählt in den Landtag ein – nunmehr für den neu zugeschnittenen Wahlkreis Lauenburg Nord. Am 5. Juni 2012 wählte ihn der neu konstituierte Landtag zum Landtagspräsidenten.
Bei der Landtagswahl 2017 zog Klaus Schlie mit 39,5 Prozent der Erststimmen als direkt gewählter Abgeordneter des Wahlkreises Lauenburg-Nord für die 19. Wahlperiode erneut in den Landtag ein. Bei der konstituierenden Sitzung am 6. Juni 2017 wurde er erneut zum Landtagspräsidenten gewählt.
Bei der Landtagswahl 2022 trat er nicht erneut an. Im Amt des Landtagspräsidenten folgte ihm Kristina Herbst nach.

## Kontroversen
Im Juni 2011 wurde Schlie vorgeworfen, als Innenminister die richterliche Unabhängigkeit in Frage zu stellen. In einem Brief an eine Richterin des Amtsgerichts Elmshorn hatte er vor der offiziellen Urteilsbegründung ein Urteil gegen einen Polizeibeamten kritisiert. Justizminister Emil Schmalfuß bezeichnete das Schreiben des Kabinettskollegen als „unangebracht“ sowie seine gezielte Veröffentlichung in Polizeikreisen als „schlicht nicht hinnehmbar“ und verbreitete sein eigenes Schreiben in Justizkreisen. Auch drei Berufsverbände von Juristen in Schleswig-Holstein wiesen Schlies Vorgehen zurück. Ein Pressesprecher der Neuen Richtervereinigung bezeichnete es als inakzeptabel, dass „ein Minister eine Richterin unter voller Namensnennung öffentlich tadelt und ihr gönnerhaft Nachhilfeunterricht anbietet, offenbar mit dem Ziel, in der Zukunft ‚bessere‘ Urteile zu bekommen“.
Nach der Veröffentlichung des Urteils schrieb der Rechtsanwalt und Blogger Udo Vetter, dass der Minister dem Polizisten geschadet habe. Das Urteil der Amtsrichterin sei akribisch ausgearbeitet; diese Qualität dürfe im inzwischen eingeleiteten Berufungsverfahren „eine gewisse Wirkung nicht verfehlen“. Zudem könnten die Berufungsrichter den Eindruck vermeiden wollen, als Hasenfüße zu gelten, wenn sie der Berufung stattgäben.